# Brachys transversus
Brachys transversus es una especie de escarabajo barrenador metálico del género Brachys, categorizada en la tribu Trachyini, de la subfamilia Agrilinae.

## Taxonomía
Fue descrita por Kerremans en 1899 y publicada en Kerremans C. Contribution a l'etude de la faune intertropicale Américaine. Fascicule II. Annales de la Société entomologique de Belgique 43:329-367. (1899).